# Karel Havlíček Borovský
Karel Havlíček Borovský, född 31 oktober 1821 i Borová, Böhmen, Österrike-Ungern, död 29 juli 1856 i Prag, Böhmen, Österrike-Ungern, var en tjeckisk publicist och poet.
Havlíček fick 1843 genom Pavel Josef Šafaříks bemedling plats som informator hos Stepan Sjevyrjov i Moskva, där han blev bekant med framstående ryska slavofiler, och utgav en för sin tid förträfflig samling ryska kulturbilder, Obrazy z Rus (1845). Han tog som medarbetare i "Pražské Noviny" livlig del i den patriotisk-demokratiska rörelsen på 1840-talet och uppsatte 1848 en egen tidning, "Narodní Noviny", där han som det böhmiska folkets krav uppställde ett nationellt och demokratiskt program. Då reaktionen åter tog vid, häktades han samtidigt med, att han i fem valkretsar invaldes i riksrådet. Hans tidning indrogs 1849, men han lyckades uppsätta en ny, "Slovan", i Kuttenberg, där han kraftigt yrkade på politisk frigörelse från tyskheten och för en sammanslutning av de slaviska folken, utan uppoffrande av den nationella individualiteten och självständigheten. I sina beryktade Kuttenbergska epistlar riktade han en skarp kritik mot den klerikala reaktionen i Böhmen och Mähren, så att "Slovan" indrogs 1851. Trots att han frikändes i en politisk rättegång, hölls han från december samma år i fästningen Brixen i grevskapet Tyrolen under sträng bevakning flera år. När han slutligen frigavs var han andligt och kroppsligt bruten (lungsot från fängelsetiden) och påskyndade själv sin död genom att ta en överdos morfin. 
Som politisk agitator och publicist intar Havlíček ett hedersrum i det slaviska Böhmens nyare historia och anses som grundläggaren av den litterära prosan. Även som poet var han framstående. Bland hans större dikter märks den politiska humoresken Král Lávra ("Kung Laurion") och Vladimirŭv Křest, en komisk hjältedikt, som behandlar kristendomens införande i Ryssland genom Vladimir I:s dop och gisslar den ryska ortodoxin och autokratin. Högst står han i sina berömda Tyrolske elegie (Tyrol-elegier), fulla av djup humor och skarp ironi i Heinrich Heines stil. Hans samlade vittra skrifter utkom 1870.

## Utmärkelser
Asteroiden 2706 Borovský är uppkallad efter honom.